# Mariposa (Kalifornien)
Mariposa (früher auch Aqua Fria) ist eine unselbstständige Siedlung (Census-designated place) und Verwaltungssitz des Mariposa County in Kalifornien, Vereinigte Staaten. Das U.S. Census Bureau hat bei der Volkszählung 2020 eine Einwohnerzahl von 1.526 ermittelt. Der Name kommt aus dem Spanischen und bedeutet „Schmetterling“, was daher rührt, dass erste Zuwanderer Monarchfalter haben überwintern sehen.

## Geographie

### Geographische Lage
Mariposa liegt auf einer Höhe von 594 m in den ersten Ausläufern der Sierra Nevada. Der Ort liegt ca. 65 km südwestlich des Yosemite National Park. Der Bach Mariposa Creek fließt durch den Ort.

### Geologie
Der Boden im bewohnten Gebiet ist meist brauner bis rotbrauner Lehm. In weiteren Gebieten findet sich kieshaltiger Lehm. Diese Böden ermöglichen das Wachsen von dichtem Gras und Bäumen wie der Blau-Eiche, der Kalifornischen Schwarzeiche, der Digger-Kiefer oder der Gelb-Kiefer. Im Nordwesten des Ortes findet sich ein großes, wenig bewachsenes Gebiet sowie eine Steinwüste.
Während des kalifornischen Goldrausches im 19. Jahrhundert wurden die örtlichen Ströme zum Goldwaschen benutzt und tiefe Minen in den Boden gebaut.

### Klima
In Mariposa herrscht Mittelmeerklima. Die Winter sind für gewöhnlich sehr nass.
|                        | Jan   | Feb    | Mär   | Apr  | Mai  | Jun  | Jul  | Aug  | Sep   | Okt   | Nov    | Dez    |   |        |
| Mittl. Temperatur (°C) | 7,2   | 9,4    | 12,2  | 15   | 20,6 | 23,3 | 27,2 | 25,6 | 22,2  | 16,7  | 12,2   | 7,2    | ⌀ | 16,6   |
| Mittl. Tagesmax. (°C)  | 13    | 15     | 15    | 19   | 24   | 29   | 34   | 34   | 30    | 25    | 18     | 14     | ⌀ | 22,5   |
| Mittl. Tagesmin. (°C)  | −1    | 0      | 1     | 3    | 7    | 11   | 14   | 14   | 11    | 7     | 2      | −1     | ⌀ | 5,7    |
|                        |       |        |       |      |      |      |      |      |       |       |        |        |   |        |
| Niederschlag (mm)      | 152,4 | 142,24 | 139,7 | 76,2 | 25,4 | 7,62 | 2,54 | 2,54 | 17,78 | 35,56 | 109,22 | 124,46 | Σ | 835,66 |

| −1 |

| 0 |

| 1 |

| 3 |

| 7 |

| 11 |

| 14 |

| 14 |

| 11 |

| 7 |

| 2 |

| −1 |

| −1 |

| 0 |

| 1 |

| 3 |

| 7 |

| 11 |

| 14 |

| 14 |

| 11 |

| 7 |

| 2 |

| −1 |

## Geschichte
Der Ort wurde als Minenarbeiterlager am Ufer des nur zeitweise wasserführenden Flusses Aqua Fria gegründet. Ursprünglich befand sich der Ort knapp 10 km westlich des heutigen Mariposa. Nach einer Flut im Winter 1849/50 wurde der Ort an seinen heutigen Platz verlegt. Der Umzug geschah hauptsächlich wegen des besseren Geländes und der Nähe zum Mariposa Creek, einem Bach, der für sein Goldvorkommen bekannt war. Das Goldvorkommen im kleineren Fluss Aqua Fria war schnell erschöpft.
Nach dem Umzug eröffnete die große Mariposa Mine mit einem Wasserrad mit einem Durchmesser von 12 m. Die Mine sorgte für einen stabilen Arbeitsmarkt und Mariposa wurde bald als südlichster Teil der „gold chain“ (der Goldkette) im kalifornischen Goldrausch Zentrum für viele umliegende Minen. Doch auch das Goldvorkommen des Mariposa Creek war schnell erschöpft, so dass man nun anfing unter Tage zu gehen.
1851 wurde Mariposa Hauptstadt des gleichnamigen Countys, welches zu dieser Zeit bis an die Grenzen Los Angeles’ reichte. Seit 1854 besitzt Mariposa ein Gerichtsgebäude, welches bis heute genutzt wird. Damit ist es das älteste Gerichtsgebäude, welches noch in Betrieb ist, westlich der Rocky Mountains. Die im gleichen Jahr gegründete Lokalzeitung, die „Mariposa Gazette“, ist die älteste Zeitung in Kalifornien mit wöchentlichem Erscheinungsrhythmus.
Der US-amerikanische Entdecker John C. Frémont besaß ein spanisches Nutzungsrecht, welches ihn zum Eigentümer des größten Teils des Montanreviers machte. Die Durchsetzung seiner Interessen war jedoch durch die enorme Anzahl von Goldsuchern und nur wenig vorhandenen Gesetzeshütern unmöglich.
Am 18. Juli 2017 wurde der gesamte Ort evakuiert, da sich ein Waldbrand gefährlich schnell in Richtung des Ortes bewegte.

## Politik
Im kalifornischen Parlament wird Mariposa im 8. Senatsdistrikt durch den Republikaner Tom Berryhill und im 5. Unterhausdistrikt durch den Republikaner Frank Bigelow vertreten.
Im Repräsentantenhaus der Vereinigten Staaten wird der Ort im 4. Kongresswahlbezirk durch den Republikaner Tom McClintock repräsentiert.

## Persönlichkeiten

### Söhne und Töchter der Stadt
- George Radanovich (* 1955), US-amerikanischer Politiker
- Jacoby Shaddix (* 1976), US-amerikanischer Sänger und Songwriter der Rockband Papa Roach

### Persönlichkeiten, die vor Ort wirken und gewirkt haben
- John C. Frémont (1813–1890), US-amerikanischer Entdecker, Generalmajor und Politiker
- Logan Mankins (* 1982), ehemaliger US-amerikanischer American-Football-Spieler
- Frederick Law Olmsted (1822–1903), führender US-amerikanischer Landschaftsarchitekt nach dem Sezessionskrieg